# Volutaria

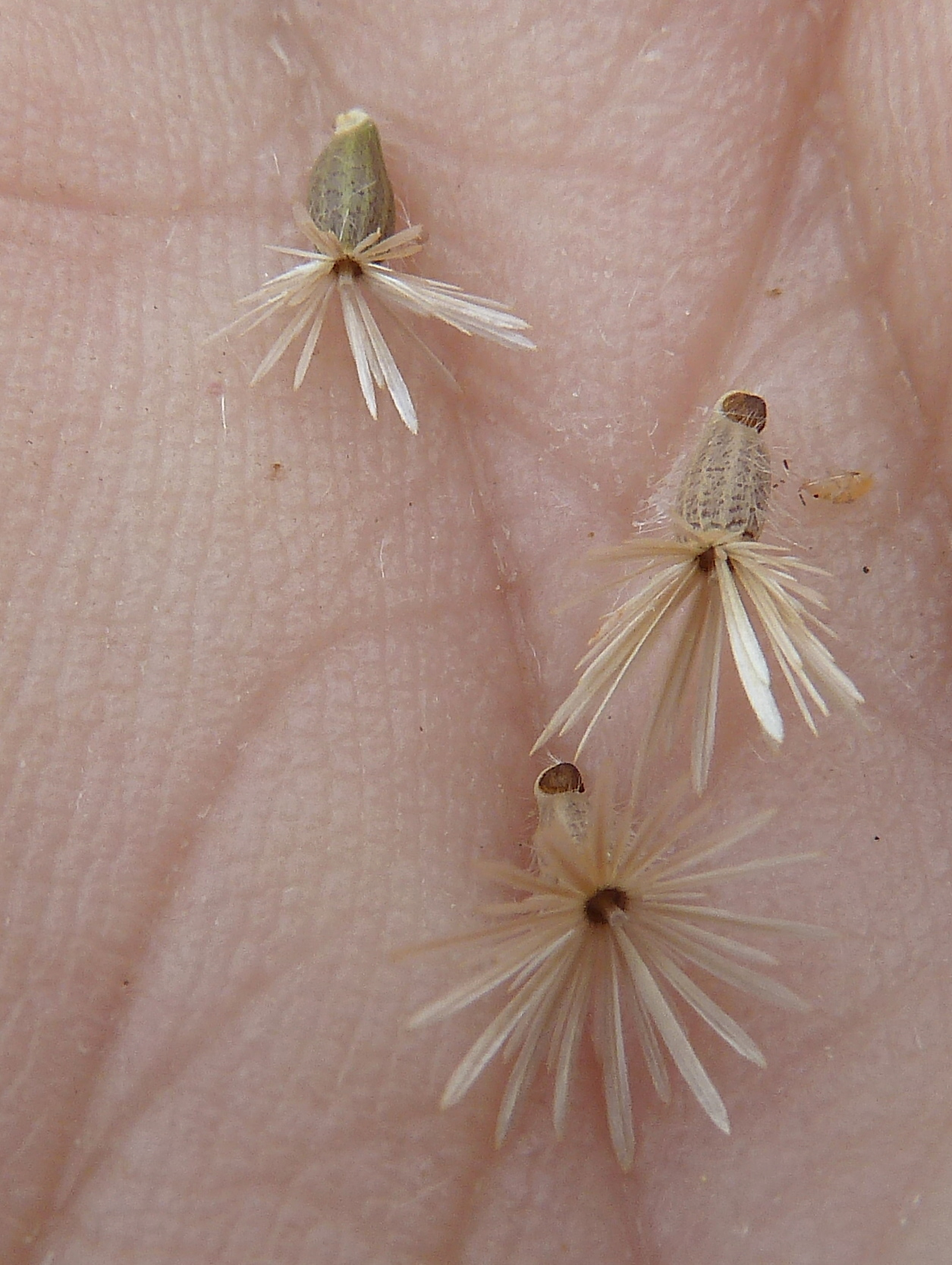
Un ejemplo de las cipselas en Volutaria tubuliflora

Volutaria es un género  de plantas con flores herbácea de la familia Asteraceae. Comprende unas 70 especies descritas y de estas, solo una quincena aceptadas.

## Descripción
Son plantas herbáceas anuales, con tallos generalmente sin alas,
simples o ramificados y con hojas alternas  -las basales pecioladas y en  roseta-  sésiles, cortamente auriculadas o algo decurrentes, desde enteras hasta lirado-pinnatisectas. Los capítulos son terminales y usualmente pedunculados y  solitarios con un involucro de brácteas aparentemente dispuestas en 4-10
series, más o menos coriáceas y de margen escarioso, a menudo peludo-hírsutas, y más grandes hacia el interior del capítulo; las externas y medias con un apéndice apical triangular, y las internas escariosas en el ápice. El receptáculo, alveolado, está densamente cubierto de páleas setáceas lisas. Los flósculos del interior del capítulo son hermafroditas y los periféricos neutros, patentes y sobresaliendo del involucro. La corola es pentámera o la de las flores exteriores tienen 3, 4 o 6 lóbulos, de color purpúreo-rosada, azul pálido o rosa azulado, mientras la corola de las flores neutras tienen 3-6 lóbulos algo desiguales y la de las flores hermafroditas son de tubo y limbo bien diferenciados, este último con 5 lóbulos iguales o desiguales. Los estambres son de filamentos libres, implantados en la base del limbo de la corola y con anteras con conectivo prolongado en una lengüeta apical lanceolada con apéndices basales muy desarrollados. El gineceo tiene el estilo liso  bífido  -con anillo colector en la base de la bifurcación-  rodeado en la base por un nectario persistente en los frutos que son cipselas homomorfas acostilladas y con líneas intercostales punteado-alveoladas, pelosas, truncadas en el ápice, con la placa apical más o menos plana, con el borde dentado y con un nectario central persistente de sección algo pentagonal o circular mientras el hilo cárpico es latero-basal, rodeado de un conspicuo reborde y con eleosoma. El vilano es simple, hialino-blanquecino o hialino-pardusco, persistente, con varias filas de escamas libres, de lineares a linear-espatuladas, aserradas, desiguales, las internas más largas y anchas.

## Distribución y hábitat actuales
El área de distribución actual se extiende desde Macaronesia, la península ibérica y el Magreb hasta Oriente Medio (Israel y Jordania), el este de África (desde Tanzania hasta Djibuti) y la península arábiga (desde el Yemen hasta los Emiratos Árabes Unidos).

Crece sobres suelos y entornos diversos (arenas, vulcanismo, arcillas, pedregales, ...) con una marcada preferencia para los suelos rocosos y, curiosamente, las cunetas y bordes de caminos o carreteras alterados y nitrificados así como los cauces secos de ramblas.

## Taxonomía
El género fue creado y descrito, sin figuración, por Alexandre Henri Gabriel de Cassini y publicado en Bull. Sci. Soc. Philom. Paris, vol. 1816, p. 200 en 1816.
Etimología
- Volutaria: del latín volūta, -ae, voluta, figura en forma de espiral,  del verbo volvo, dar vueltas y -aria, -ariae que indica relación, por, según de Cassini, los lóbulos de la corola que tienen bordes enrollados hacía dentro en volutas.[3]

## Especies aceptadas
*Nota: Aquí se recogen solamente las especies aceptadas, y sus respectivas distribuciones geográficas nativas, según los más recientes estudios. Las demás referencias están citadas solo «por mémoire».
- Volutaria abyssinica (Sch.Bip. ex A.Rich.) C.Jeffrey ex Cufod.	- Etiopía y Somalia
- Volutaria albicaulis (Deflers) Wagenitz - Yemen
- Volutaria albicaulis sp. nov. in Calleja et al., 2016 - Yemen
- Volutaria belouini (Humbert) Maire - Marruecos
- Volutaria bollei (Sch.Bip. ex Bolle) A.Hansen & G.Kunkel - Islas Canarias
- Volutaria boranensis (Cufod.) Wagenitz - Tanzania, Kenia, Etiopía y Somalia
- Volutaria canariensis Wagenitz	- Islas Canarias[10]
- Volutaria crupinoides (Desf.) Cass. ex Maire - Portugal, toda África del Norte, desde Marruecos hasta Egipto y Oriente Próximo (Jordania e Israel)
- Volutaria dhofarica Wagenitz[10] - Yeman y Omán
- Volutaria djiboutensis Wagenitz - Djibuti (alopoliploide: 2n=58)[11]
- Volutaria lippii (L.) Cass. ex Maire - Toda África del Norte hasta Oriente Próximo (Israel); V. lippii subsp. medians solo en Marruecos. En algunas áreas es planta invasora. No está presente en Europa.[8]
- Volutaria maroccana (Barratte & Murb.) Maire - Marruecos
- Volutaria muricata (L.) Maire - Marruecos, Argelia, España (sur). Introducida en Francia, Polonia y California (USA).
- Volutaria saharae (L.Chevall.) Wagenitz - Mauritania, Argelia, Libia y Egipto
- Volutaria sinaica (DC.) Wagenitz - Toda África del Norte, desde Marruecos hasta Egipto
- Volutaria socotrensis Wagenitz - Isla de Socotra
- Volutaria somalensis (Oliv. & Hiern) C.Jeffrey ex Cuf.	- Somalia
- Volutaria tubuliflora (Murb.) Sennen - Sureste de España (Provincias de Alicante, Murcia, y Almería - una cita puntual —«adventicia o naturalizada»— en la Provincia de Huelva) e Islas Canarias, toda África del Norte y Arabia Saudita. Introducida y localmente Invasiva en Chile[12] y California (USA).[13][14]

Especies presentes en la península ibérica
- Península (España y Portugal): V. crupinoides, V. muricata, V. tubuliflora.[3][5]
- Islas Canarias: V. canariensis, V. bollei (las dos endémicas estrictas de las islas), V. tubuliflora.[9][5]

## Citología
El número de cromosomas del género es muy variable según las especies: V. muricata, 2n=24; V. crupinoides, 2n=26: V. lippii sensu lato, 2n=32; V. djiboutensis, 2n=58 (alopoliploidia); V. tubuliflora, 2n=32/64. Los números básicos son: x=8, 12, 13, 14, 16.

## Filogenia y paleobiogeografía
Un muy reciente estudio citológico/filogénico/biogeográfico resalta la monofilia del género y establece la existencia de clados bien diferenciados:
- Clados 1-3: 5 especies norteafricanas (V. crupinoides, V. maroccana, V. muricata, V. sinaica, V. saharae) con un bajo número de cromosomas (2n = 24, 26, 28), excepto V. saharae (2n=64) que tendría un origen híbrido;
- Clado 4: todas las demás especies, con un número de cromosomas más alto (2n= 32 o más) - (V. belouini, V. lippii, V. saharae (eventual híbrido), V. canariensis, V. bollei, V. tubuliflora);
- Clado 5: reúne 3 subclados con 6 especies (Volutaria albicaulis, V. abyssinica, V. boranensis, V. dhofarica, V. djiboutensis, V. socotrensis).[5]

El mismo estudio, en su vertiente biogeográfica y como consecuencia del análisis citológico-molecular, sitúa el centro de dispersión del género y de su diversificación específica en Asia occidental desde donde, durante el Mioceno basal (unos 22 millones de años) y por divergencia desde un clado hermano (al origen de género asiáticos próximos como Amberboa, Goniocaulon, Plagiobasis, Russowia y Tricholepis) y, simplificando mucho, habría migrado en succesivas olas de diversificación a partir del Mioceno inferior (unos 15 millones de años) hasta tiempos relativamente recientes (4-2 millones de años), hacía Macaronesia y Europa meridional a través de África oriental y del Norte.
La actual fragmentación y disyunción geográfica entre floras aparentadas en lugares alejados y separados por la actual barrera climática hostil del Sahara obedece al patrón de lo que se llamó «Rand Flora», patrón que afecta a numerosas especies distribuidas a la periferia de África, sus islas adyacentes y la Península Árabica, y el género Volutaria parece adaptarse a tal concepto fitogeográfico.

## Nombres vernáculos
En España, solo V. muricata tiene nombres vernáculos: ambarina silvestre, cabezuela, esteba. En Canarias, cardomanso en general, y V. canariensis, cardomanso canario; V. tubuliflora, cardomanso de burro.